# Luis Enrique (cantante)
Luis Enrique Mejía López (Somoto, 28 de septiembre de 1962)es un cantautor y músico nicaragüense-estadounidense. Comenzó su carrera a mediados de la década de los 80 y alcanzó el éxito en la década de los 90, obteniendo el título del Príncipe de la Salsa. Fue uno de los principales pioneros del movimiento salsa romántica. En 2020, fue nominado al Grammy estadounidense con Tiempo al tiempo.
Ha ganado un premio Grammy y tres Grammy Latinos, además de varios discos de oro y platino, cuatro Latin Billboards, tres premios Lo Nuestro, dos premios Ronda y otros premios. Su éxito se debe en gran parte a su sencillo de 2009 «Yo no sé mañana» y a su álbum ganador de un Grammy: Ciclos.

## Primeros años y trayectoria artística
Nació en Somoto el 28 de septiembre de 1962. Proveniente de una familia de artistas musicales, hijo de Francisco Luis Mejía Godoy y sobrino de los cantautores nicaragüenses Luis Enrique Mejía Godoy y Carlos Mejía Godoy.
Es conocido por su estilo de salsa romántica. Luis Enrique ha ganado varios discos de oro y platino, tres Grammy Latino, un Grammy estadounidense, cuatro Latin Billboards, tres premios Lo Nuestro, dos premios Ronda y también los premios Huaco, TV y Novelas, Aplausos, ACE y ASCAP.
Debido a la compleja situación política en aquella época, migra de Nicaragua hacia Estados Unidos junto a su hermano, en el año 1978, instalándose en Los Ángeles. Es ahí donde, inspirado por la música del jazz y el rhythm and blues estadounidense, fue agregando nuevos sonidos a sus composiciones.
En el año 1982 se le presenta la oportunidad de trasladarse a la ciudad de Miami para ser parte del grupo Versalles, con el cual graba sus primeras canciones, para luego convertirse en su primera producción discográfica en los Estados Unidos: Amor de medianoche, editada en 1987 por CBS Records International, con éxitos como «No te quites la ropa» y «Amor de medianoche».

## Puerto Rico
En 1988 llega a Puerto Rico, donde graba la segunda producción titulada Amor y alegría (1988), con éxitos inmediatos como «Desesperado», «Tú no le amas, le temes», «Qué será de ti» y «Compréndelo». Desde allí la carrera de Luis Enrique gana solidez y sus nuevos discos se convirtieron en números uno en ventas: Mi mundo (1989), destacó en los Premios Lo Nuestro, 1990; Luces del alma (1990), álbum nominado para el Grammy en 1990; Una historia diferente (1991); En vivo, grabado en vivo en el anfiteatro de los estudios Universal en Los Ángeles; Dilema (1993), y Luis Enrique (1994), última producción en los años 90, que incluye la famosa canción Así es la vida.
Participó en Abriendo puertas, el disco de Gloria Estefan, donde interpretó instrumentos de percusión del clásico «Mi tierra» (1993).
También interpretó en 1988 el tema «Ella» en un trío compuesto por él, Hansel y Raúl.
Por otra parte, también trabajó como instrumentista en la canción «María» interpretada por Ricky Martin y en producciones discográficas para Chayanne, Arturo Sandoval, Álex Acuña Collective Soul, Diego Torres, Foreigner, Juan Luis Guerra, entre otros.
Incursionó también en la actuación, en la novela Al son del amor. 
Graba Génesis, una producción del género pop, y finaliza su relación con Sony Music Latin.
Con Polygram Latino como nuevo sello discográfico, dos años más tarde, lanza Timbalaye, en la que demuestra la influencia afrocaribeña que había recibido.
Con el nuevo milenio y luego de seis años, Luis Enrique graba otra vez salsa y estrena su propia disquera: Chazz Music, distribuida por Warner Music. Crea Evolución (2000) y luego Transparente (2002), cumpliendo roles de productor, autor, arreglista, músico e intérprete. Estas dos producciones incluyen las canciones «Alma rosa», «Qué sé yo», «Te extrañaré», «Amanecer», «Será» y «Ella es todo para mí».
En 2006 grabó el álbum de música del mundo con toques pop Dentro y fuera. De esta producción se destacan las canciones «Ay amor», «Mañana es muy tarde» y «Yo te amé».
En 2009 lanzó Ciclos, bajo el sello Top Stop Music. «Yo no sé mañana», compuesto por Jorge Luis Piloto y Jorge Villamizar, es su primer sencillo. Lo acompañan otras tantas composiciones de la autoría del mismo Luis Enrique, Gian Marco, Carlos Varela, Amaury Gutiérrez y Fernando Osorio, entre otros.

## Discografía
| Año de publicación | Título                         | Sello disquero            |
| 1987               | Amor de medianoche             | Discos CBS International  |
| 1988               | Amor y alegría                 | Discos CBS International  |
| 1989               | Mi mundo                       | Discos CBS International  |
| 1990               | Luces del alma                 | CBS Discos International  |
| 1991               | Una historia diferente         | Sony Discos/International |
| 1992               | En vivo                        | Globo Records             |
| 1993               | Dilema                         | Sony Tropical             |
| 1994               | Luis Enrique                   | Sony Tropical             |
| 1996               | Génesis                        | Sony Tropical             |
| 1999               | Timbalaye                      | PolyGram Latino           |
| 2000               | Evolución                      | WEA Latina                |
| 2002               | Transparente                   | Warner Music Latina       |
| 2007               | Dentro y fuera                 | Respek Records            |
| 2009               | Ciclos                         | Top Stop Music            |
| 2011               | Soy y seré                     | Top Stop Music            |
| 2014               | Jukebox: Primera edición       | Ariel Rivas Music         |
| 2019               | Tiempo al tiempo (con C4 Trío) | Chazz Music               |